# Guido Nolfi

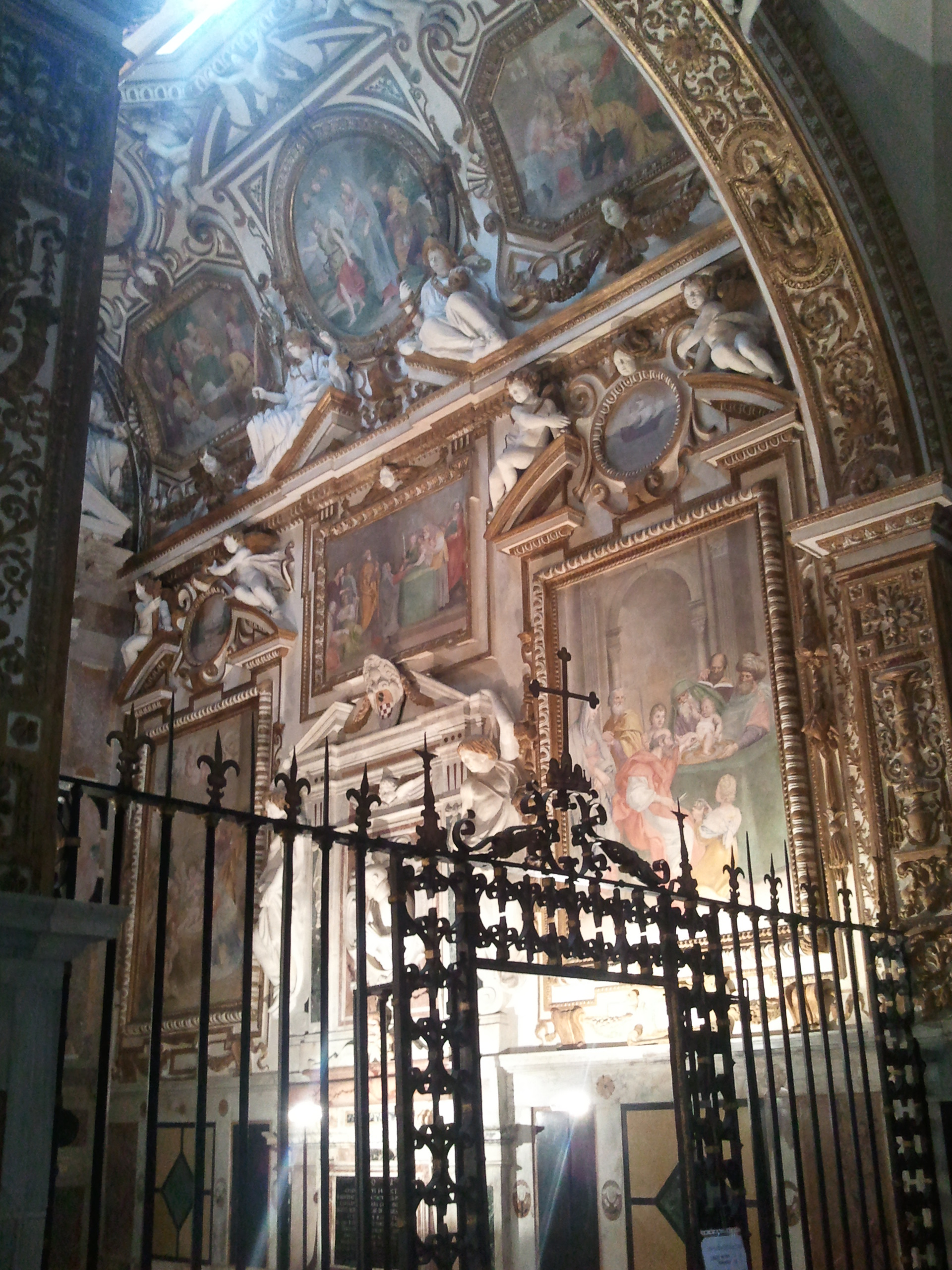
La Cappella Nolfi all'interno del Duomo di Fano fu voluta da Guido Nolfi e il fratello Cesare per onorare la loro famiglia.

Guido Nolfi (Fano, 1587 – Roma, dicembre 1627) è stato un giurista e mecenate italiano.

## Storia

### Origini e famiglia
Ultimo di tre figli, Guido nacque dal padre Marcantonio, membro del collegio dei priori (che dominava su Fano), come i suoi fratelli Giulio e Bernardino,  e dalla madre Violante Forestieri, proveniente da una delle famiglie patrizie più illustri di Fano.
Il nonno, padre di cinque figli (due dei quali influirono sulla formazione di Guido), aveva il suo stesso nome.
Stefano Tomani Amiani, storico fanese, descrive fisicamente Guido Nolfi, facendo riferimento a un dipinto che egli vide nella sala grande del Collegio di cui non è rimasta traccia
(Stefano Tomani Amiani, Op. Cit, 1857, p. 57.)
I Nolfi giunsero nella città di Fano da Tavoleto, dopo il trasferimento al castello di Saltara.
La sua casa nativa si affacciava in fondo all'attuale via Arco d'Augusto, all'epoca chiamata semplicemente "strada maestra", poco distante dalle mura.
Il fratello maggiore Cesare, collaboratore dello svolgimento della Cappella Gentilezza del Duomo di Fano, intraprese la strada del sacerdozio e fu chiamato tra i canonici della cattedrale, un posto a cui ogni famiglia patrizia ambiva ad avere un rappresentante; la sorella Giulia non seguì la strada del monastero, al contrario delle altre donne della famiglia Nolfi, sposando il nobile Girolamo Uffreducci. 
L'unione famigliare tra Nolfi e Uffreducci determinò certe scelte future di Guido, per esempio quando fu avanti con l'età, decise di lasciare in eredità tutte le sue fortune e i suoi progetti a suo figlio adottivo (allora già poeta e letterato di fama) Vicenzo Galassi. Nell'atto adottivo gli diede in moglie una Uffreducci, Ippolita, nipote della sorella maggiore di Guido, Giulia.
Guido iniziò la carriera pubblica come uomo di legge, nei tribunali pontifici di Fano.

### Dalla casa paterna agli incarichi romani
Spinto dall'influenza del padre Marcantonio e degli zii (Giulio, Bernardino e Francesco, padre del cugino Nolfo) tutti uomini di legge, entrò nel consiglio della città nel 1551 e nel collegio dei Priori nel 1554.

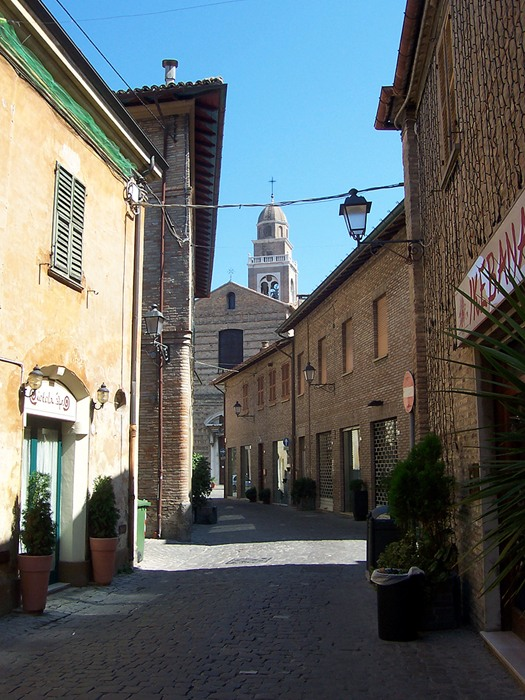
Fano, città natale di Guido Nolfi.

Ebbe come istruttore di greco e latino Giambattista Cesario, un uomo molto colto, stipendiato dalla comunità fanese; è inoltre probabile che frequentasse anche i colti insegnanti del convento di S.Francesco.
Per conseguire la laurea, fu ospitato presso il collegio Ancarano di Bologna, il cui accesso era riservato a coloro che erano in possesso di raccomandazioni da parte di uomini della chiesa.
Guido, continuò a praticare lo studio di lettere e arte e fu in questo periodo che maturò l'idea di realizzare la sua città di origine, a partire dall'istruzione molto carente a Fano nella quale i giovani spesso vivevano nell'ozio considerato una "peste pericolosa". 
Intorno ai venti anni, Guido fece ritorno a casa dalla quale ripartì nel 1582, per svolgere incarichi di governo nello Stato Della Chiesa, infatti come recita l'epigrafe da lui stesso dettata sulla sua pietra tombale: 
(pietra tombale nota 24 p. 27)
Si stabilì definitivamente a Roma durante il pontificato di papa Sisto V, per esercitare la sua professione di avvocato (lavoro che svolse fino agli ultimi giorni di vita).
Guido tra il 1585 e il 1587, quando il suo concittadino Ippolito Aldobrandini perseguiva l'attività di datario e il cardinale Girolamo Rosticucci aveva il ruolo di vicario di Roma, entrò a far parte degli antichi e onorati ufficiali della Dataria; Il suo ufficio era il "demissis o missarum" e aveva il compito di dividere le suppliche destinate al registro segreto dalle altre ordinarie.
Guido continuò il suo lavoro alla Dataria Apostolica come Magistre del Misarum per tutta la sua vita, rifiutando misteriosamente altri incarichi più prestigiosi.
Guido fu chiamato a lavorare presso un importante dicastero della curia romana, collaborando così con pontefici e potenti datari.
Nel 1588 il consiglio funzionale gli diede l'incarico di eseguire le pratiche più importanti della capitale.
Guido inoltre desiderava togliere dai suoi concittadini ogni traccia di denigrazione e biasimo da parte della curia romana, che giudicava la popolazione difficile da governare, sia per le continue lamentele ed interferenze, che per i disordini pubblici dovuti spesso per il vistoso deficit pubblico accumulato negli anni.
Quando Guido tentò di gestire tutto in maniera equilibrata, cercò il sostegno dei padroni in controversia con i magistrati fanesi, mentre ai cittadini chiese di comportarsi in maniera dignitosa. 
I cittadini, scontenti del comportamento di Guido, dichiararono che Nolfi fosse responsabile di tutti i loro mali, concludendo la collaborazione con l'avvocato diventando freddi nei suoi confronti; nonostante ciò quando nel 1600 il cugino Nolfo entrò a far parte dei priori, Guido riuscì ad ottenere la carica di gonfaloniere della città, rimanendo con un atteggiamento distaccato pur mostrando amore per la sua terra.
Guido espresse inoltre il desiderio di creare il collegio Nolfi (un'università dedicata alla sua famiglia), nato dopo la sua morte nel 1628 in casa del figlio adottivo Vincenzo.

### L'eremo di S.Onofrio e quello di Monte Giove
Per il giubileo del 1600, papa Clemente VIII fece lastricare la strada che portava dalla Porta Santo Spirito all'eremo di S.Onofrio (dedicato all'omonimo santo), con l'elemosina di alcuni fedeli tra cui Guido Nolfi.

Infatti il santo a cui era dedicato l'eremo, era particolarmente apprezzato da Nolfi, poiché come l'anacoreta, il mecenate era proiettato verso un'esistenza ricca di interiorità disdegnando le attività mondane e i divertimenti; infatti la sua ricchezza fu adoperata costantemente per glorificare la grandezza di Dio.

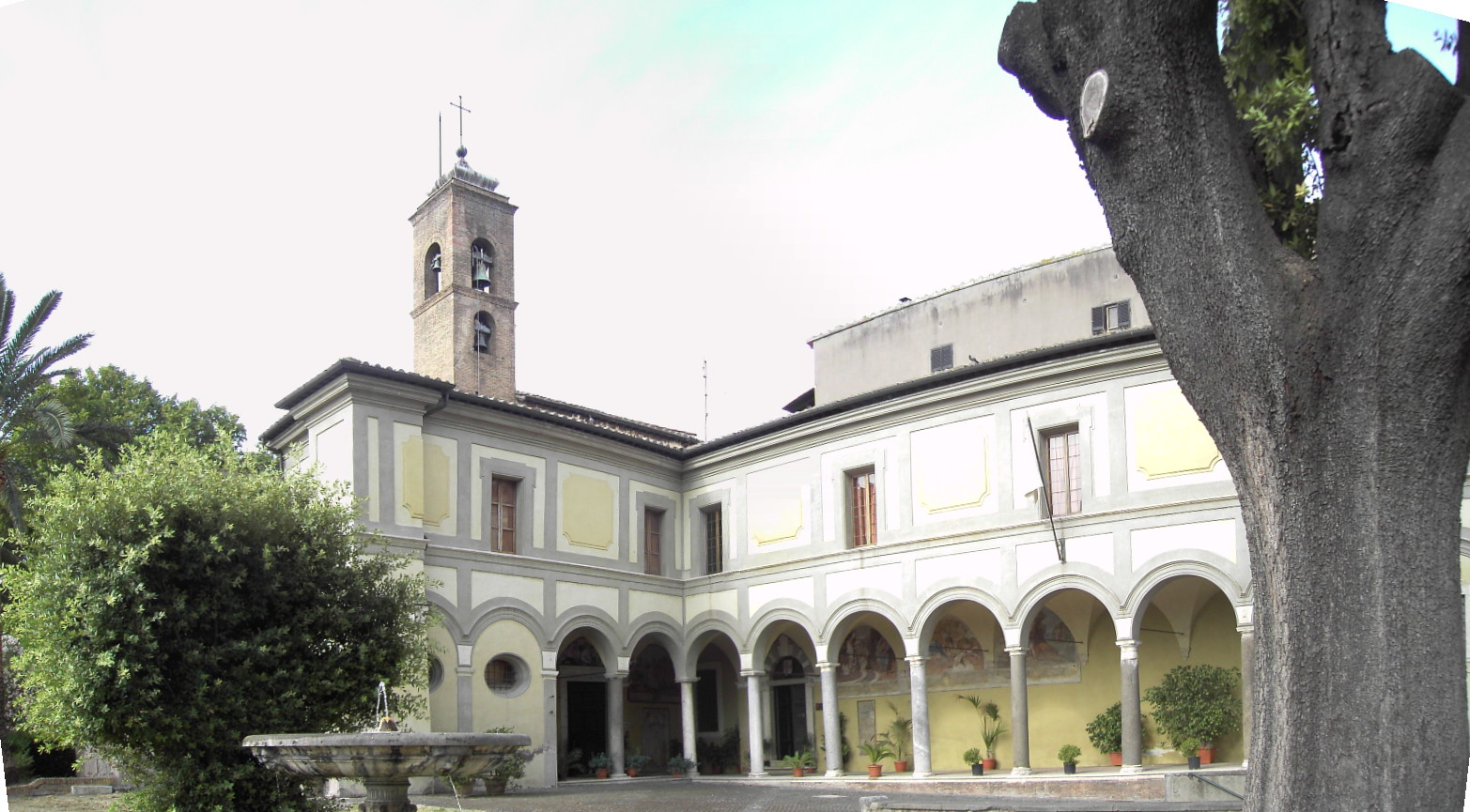
Chiesa di Sant'Onofrio al Gianicolo.

Nello stesso eremo, nel 1595 morì Torquato Tasso, anche egli affascinato da quel luogo; è possibile se pur non ci sia documentazione che l'avvocato fanese abbia incontrato lo scrittore salernitano.

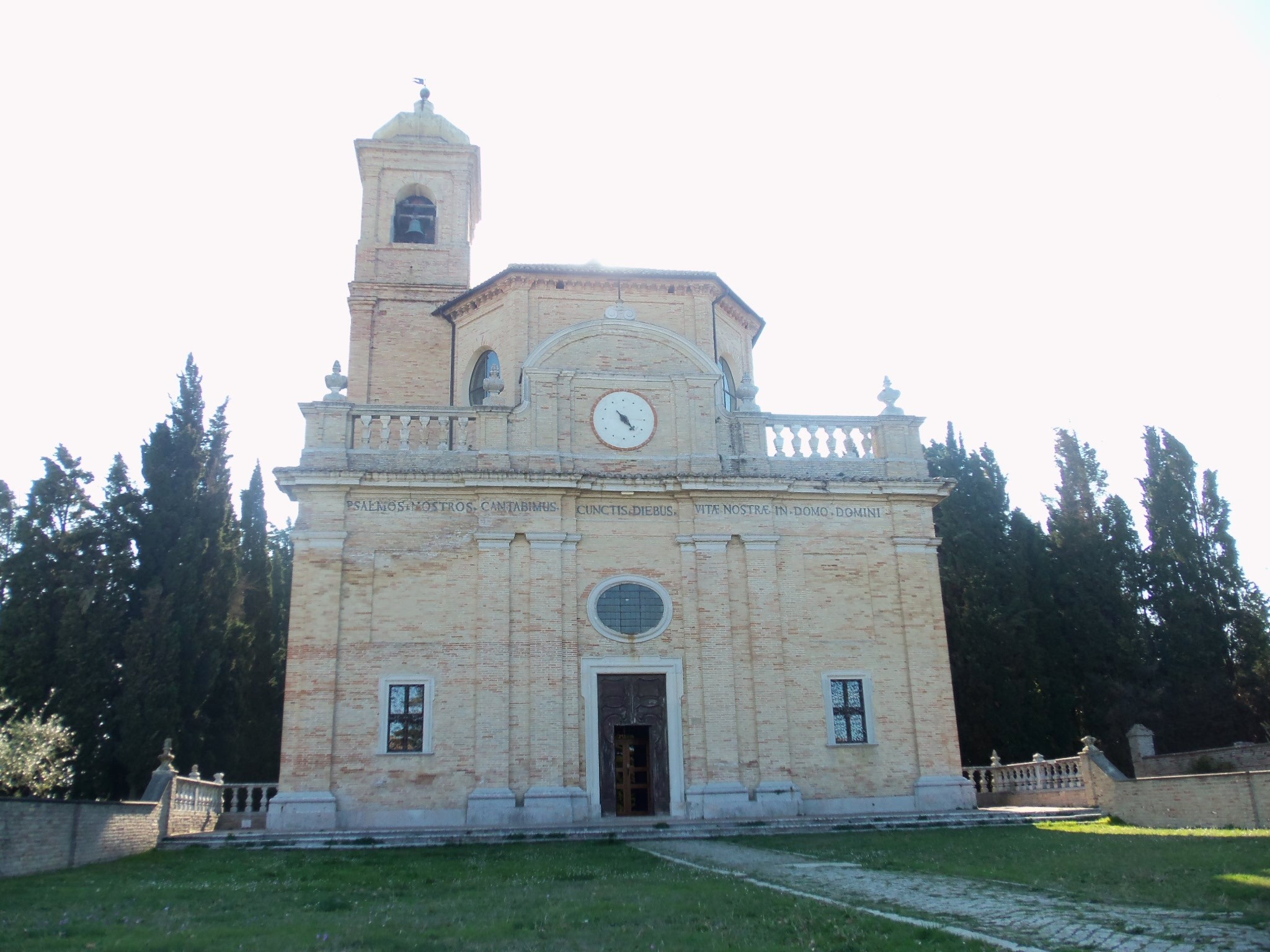
Eremo di Monte Giove.

In questo luogo, Guido conobbe molti letterati, artisti, eruditi delle cerchie degli Aldobrandini, degli Agucchi e dei padri Filippini,con i quali parlò dell'allora in costruzione Eremo dei Camaldolesi sul colle di Monte Giove a Fano.
Grazie a Guido l'eremo di Monte Giove fu costruito su ispirazione di quello di Santo Onofrio di Roma. 
Poco prima della sua morte fece costruire, nella primitiva chiesa sul monte Giove (abbattuta dopo nemmeno un secolo), una cappella dedicata a S. Onofrio, il suo santo preferito.
Per l'altare di questa cappella, commissionò una tela al pittore Ferraù Fenzoni dedicata al santo.
È probabile che il cugino Nolfo, il quale aveva commissionato una tela rappresentante Sant'Antonio Abate per la cappella, sia riuscito ad entrare in possesso di quella commissionata da Guido.
L'unica testimonianza del legame dell'avvocato fanese con l'eremo romano è una pietra collocata nella più vecchia cappella dedicata a Sant'Onofrio dove, in data 1604, sono scolpite queste parole:
(Stefano Tomani Amiani, op. cit,p.31)

### La cappella Nolfi
Verso la fine del XVI, il quarantenne Guido Nolfi aveva accumulato un ingente fortuna ed era entrato nelle grazie di vari pontefici, da Sisto V a Urbano VIII.
L'unico insuccesso dell'avvocato, fu l'incidente diplomatico con il consiglio fanese che portò alla rottura dei rapporti con la sua città natale.

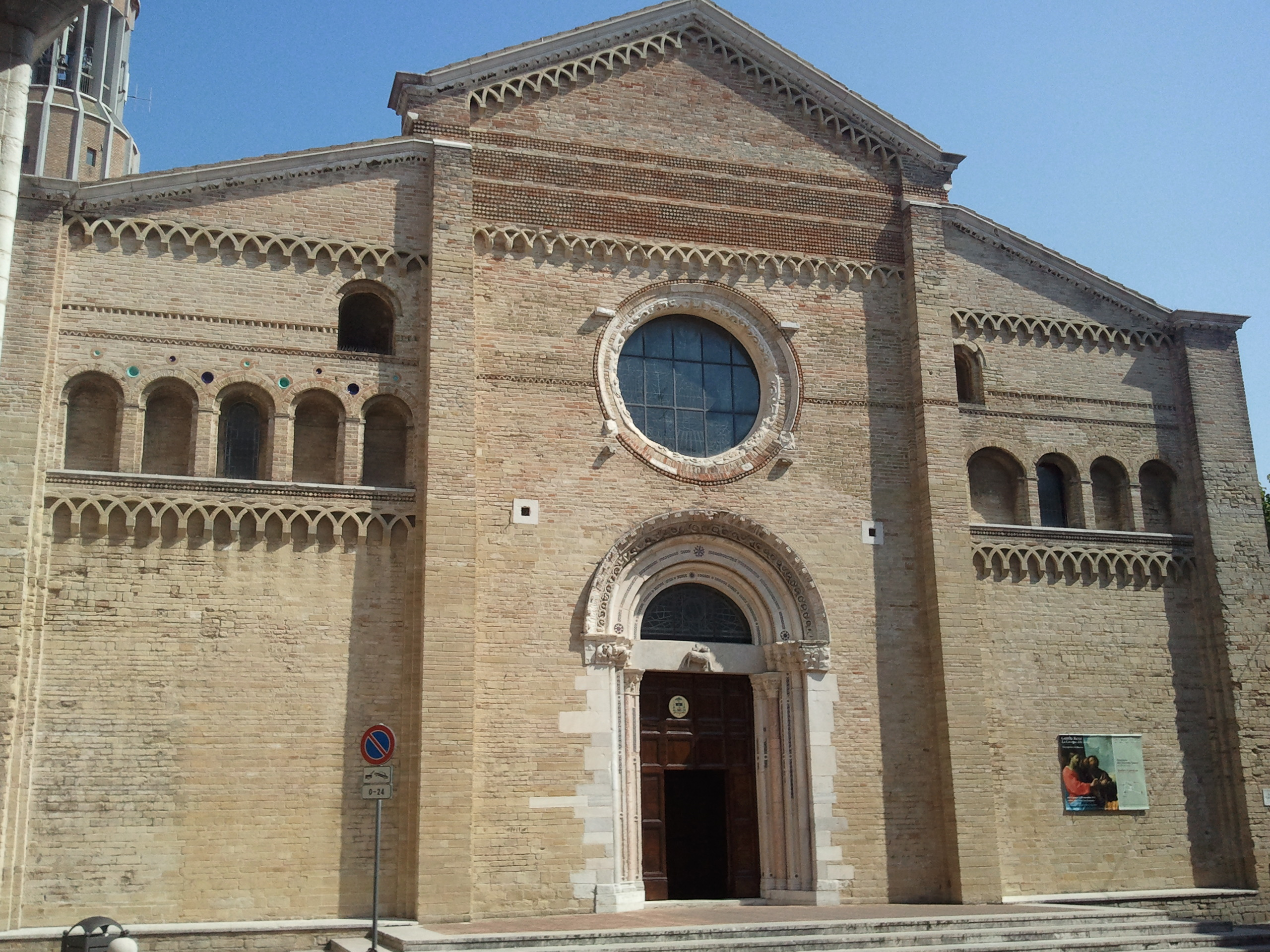
Il Duomo di Fano, dove è posta la cappella Nolfi.

Guido commissionò una cappella privata dedicata alla famiglia Nolfi, nel duomo di Fano, lo stesso luogo in cui era stato battezzato il pontefice e concittadino Clemente VIII.
Il vescovo di Fano, Tommaso Lapi, famigliare di Clemente VIII, concesse una cappella del Duomo ai fratelli Guido e Cesare Nolfi , aiutati finanziariamente anche dal cugino Nolfo. 
Guido si raccomandò affinché ai piedi dell'altare fosse posto lo stemma a colori della loro famiglia con il motto: 
Lo stemma era molto importante per Nolfi, tant'è che lo pretese sulla divisa degli studenti del collegio da lui fondato.

### La casa romana
La casa romana è descritta in alcuni documenti reperibili nel Archivio di Stato di Roma: si trattava di un'abitazione molto raffinata, posto nel rione Ponte molto vicina a Castel S.Angelo, composta di quattro stanze, due al piano terra e due al primo piano, con una scala al centro. 
Dopo la morte di Guido furono ritrovati scudi romani, zecchini d'oro, dobloni, giuli e ungari in scatole, salviette e cassetti.
L'arredo era molto elegante, i tavoli erano quasi tutti in noce, seggiole di ogni tipo comprese quelle per carrozze con stoffe ricamate e dai colori vivaci; le pareti erano coperte in raso rosso, rigato in turchino e strisce di cuoio, le porte accuratamente rivestite di stoffa, gli armadi incastonati nei muri.
Nei dipinti raffiguravano per lo più soggetti religiosi; i ritratti erano solo tre erano raffigurati Guido, sua sorella Giulia e il figlio di lei. 
I temi laici erano raffigurati in dei quadretti su cui erano dipinti paesaggi, uccelli e vasi di fiori.

### Il figlio adottivo Vincenzo Nolfi
Vincenzo Galassi, nacque a Fano il 2 novembre 1594 dal nobile padre Arnolfo Galassi, fratello di Lucrezia Galassi (moglie di Nolfi), e dalla madre Nicolosa Andreani di Cherso.
Dopo i primi studi curati da Paolo Teofilo, si recò a Roma per completarli e dove prestò servizio presso la duchessa di Braccino di casa Orsini.
Durante il suo soggiorno romano, ebbe un particolare rapporto di conoscenza e stima con lo zio Guido Nolfi, al punto che questi nel gennaio 1624 lo volle come figlio adottivo.
Quando Vincenzo aveva ventinove anni, lo zio Guido gli diede in moglie la nipote della sorella maggiore (Giulia Nolfi) Ippolita Uffreducci che aveva diciannove anni.
Ippolita aveva interrotto poco prima la vocazione monastica, che a tredici anni l'aveva condotta nel nuovo monastero del Corpus Domini, dal quale era poi uscita
(Scheda su Ippolita Uffreducci)
Negli obblighi testamentari Guido, lasciò ai due coniugi duecento scudi annui e lasciò loro ordinato vivere nel Palazzo Nolfi senza potersi assentare da esso per oltre due mesi a qualunque costo; tra le altre incombenze, Vincenzo doveva custodire "le cose dei Nolfi", mantenendo intatto il prestigio della famiglia in tutte le manifestazioni della vita pubblica.
Vincenzo Nolfi fu una figura di spicco nel panorama della cultura fanese, divenendo membro del consiglio cittadino nel 1642, rappresentando successivamente Fano per la congregazione della guerra; nel 1644 ricoprì la carica da gonfaloniere e per due volte fu ambasciatore della città presso i novelli pontefici: Innocenzo X (1644) ed Alessandro VII       (1655). 
Vincenzo fu anche autore di numerose opere, come: "Breve Historia e Pianta della città di Fano", "Ginipedia", "Bellefronte".
L'ultimo fu stampato tre volte e un'edizione fu dedicata al Gran Duca di Toscana, Ferdinando II.

### Le ultime volontà di Guido
Il 26 novembre 1627, Guido avvertendo prossima la morte, decise di convocare nella sua abitazione di Ponte Vecchio (sede a Roma), il notaio e i suoi testimoni, a cui consegnò le sue volontà; infatti dopo una lunga riflessione su come disporre il suo patrimonio, decise di scrivere un nuovo testamento annullando il precedente. 
A Vincenzo (figlio adottivo) affidò una serie di compiti nominandolo erede universale.
Nel suo testamento invocò Gesù e Maria prima di trattare la parte spirituale del documento.
Raccomandò la sua anima alla Santissima Trinità, al mistero principale della fede, alla Madre della chiesa Maria santissima, a San Pietro, San Paolo, l'Angelo Custode, Giovanni Battista, San Giuseppe, Sant'Antonio, San Onofrio, Sant'Anna, San Elisabetta, San Maria Maddalena.
Terminate le invocazioni, specificò tutti i particolari della sua sepoltura: se fosse morto a Roma, sarebbe stato portato presso la chiesa di S. Celso a sera inoltrata, dove il cadavere, vestito con il sacco della compagnia della Buona Morte di Roma, doveva rimanere esposto sopra un catafalco circondato da otto torce per poi essere trasportato a Fano per essere sepolto nella sua cappella.
Scrisse inoltre che si sarebbero dovute celebrare, in suo onore, cento messe negli altari privilegiati "oltre la settimana" in San Celso con una messa cantata e trenta basse .
In aggiunta scrisse :
(dal testamento di Guido Nolfi,reperibile in l'eredità di Guido Nolfi da Fano (1554-1627)- Giurista mecenate ala corte dei papi ,di Marco Belogi,pp.147-154)
In conclusione, ordinò all'erede che per tutta la sua vita, ogni anno dell'anniversario della morte del mecenate, avrebbe dovuto far celebrare nella sua cappella trenta messe di due o tre gironi in suo onore.
Se fosse invece morto a Fano:
(dal testamento di Guido Nolfi)
Elencò le opere di carità che si sarebbero dovute compiere alla sua morte :
- venti scudi da distribuire ai più poveri della parrocchia, ai mendicanti e al curato di S. Pietro
- cinque scudi al Monte di Pietà di Roma o di Fano ( in base al luogo in cui l'avrebbe colpito la morte)
- cento scudi "ai putti del Letterato"[15]
- cento scudi alle convertite
- cento scudi all' Ospedale Fateben Fratelli
- cinquanta scudi al collegio di Propaganda Fide
- il pane necessario per vivere al convento dei Cappuccini di Fano[16]
- dodici scudi annuali alla cugina suor Maria Nolfi, vissuta nel convento di S. Daniele di Fano
- dodici scudi annuali a suo cugino Silvio Nolfi
- Il mensile completo ai domestici in servizio a casa Nolfi nel periodo della sua morte

Ribadì che tutto il suo vasto patrimonio mobile ed immobile sarebbe andato in eredità a Vincenzo Nolfi, e alla sua morte, se fosse avvenuta per cause naturali, sarebbe stato sostituito dl cugino di Guido, Raniero Nolfi; Guido Nolfi, infatti, da avvocato e conoscitore delle debolezze umane, pose una clausola:
Vincenzo fu sommerso da ogni genere di vincoli: si sarebbe dovuto far chiamare Nolfi (non Galassi-Nolfi) ed usare sia in pubblico che in privato l'insegna della famiglia, in caso contrario avrebbe perduto il suo contributo annuo di duecento scudi devolvendolo alla Compagnia del Buon Gesù perdendo definitivamente il vitalizio dopo tre trasgressioni.
All'erede furono imposti i nomi da dare in ordine cronologico ai figli: Guido, Marcantonio, Cesare, Francesco, Giuseppe e Onofrio se fossero stati maschi; Violante, Giulia, Ludovica, Maddalena e Anna se femmine; mentre sui suoi figli successivi lasciò libera scelta; in caso contrario avrebbe pagato una multa di cinquanta scudi al monte di pietà di Fano.
Se l'erede non avesse avuto figli maschi, le femmine in successione sarebbero entrate in possesso solo di un vitalizio istituito da Guido il 26 Gennaio 1624, se tale scelta non fosse stata seguita, l'eredità sarebbe passata direttamente a Raniero.
Istituì un bonifico alla cappella Nolfi e obbligò Vincenzo a controllarla costantemente, ordinò che l'erede e i suoi figli vivessero nella casa paterna di Guido senza vendere, impegnare, pignorare, costruire o demolire le strutture di questa, il suo podere nella corte di Saltara e le sue proprietà in campagna (assicurandosi che non venisse abbattuto nemmeno un albero da frutto); se la casa non fosse stata abitata sarebbe passata di proprietà all'Ospedale Santa Croce.